# Novara di Sicilia

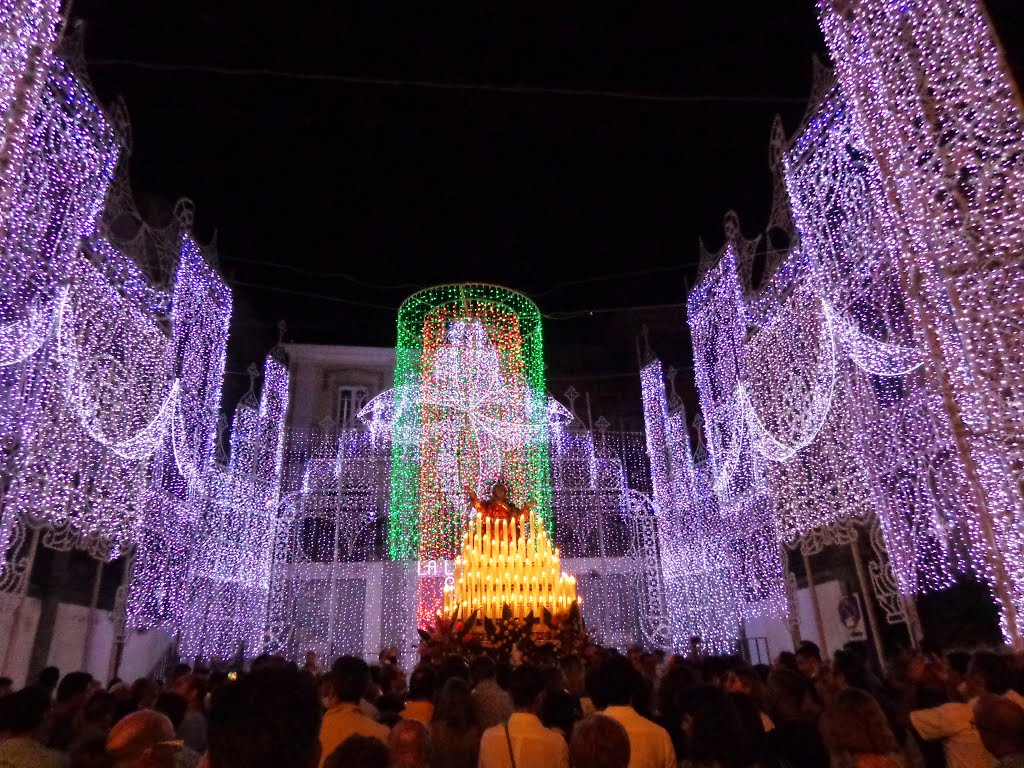
Novara podczas święta Wniebowzięcia Najświętszej Maryi Panny

Novara di Sicilia – miejscowość i gmina we Włoszech, w regionie Sycylia, w prowincji Mesyna.
Według danych na rok 2004 gminę zamieszkiwało 1731 osób, 36,1 os./km².